# Морська ластівка
Морська ластівка, або хроміс звичайний (Chromis chromis) — риба родини помацентрові роду хроміс. Один з 98-ми видів роду, єдиний вид роду у фауні України.

## Опис
Тіло овальне, трохи видовжене, стиснуте з боків. Лускою вкриті голова та зяброві кришки, а також основи непарних плавців. Бічна лінія суцільна до вертикалі від передньої частини спинного плавця, на хвостовому стеблі вона переривчаста. Спинний плавець довгий, складається з двох частин, що сполучені між собою, з них задня частина значно коротша від передньої. Хвостовий плавець виделкоподібний, з загостереними лопатями. Голова округла. Рило коротке. Рот невеликий, кінцевий, косий. Верхня щелепа висувна. Зуби розміщені у 3 ряди на обох щелепах, у зовнішньому ряді вони значно крупніші й тупіші порівняно з внутрішніми. Досягає довжини тіла до 10,5 см. Тривалість життя близько 5 років. Тіло чорнокоричневе з фіолетовим полиском. Задні краї лусок мають чорну оторочку. Плавці чорні, хвостовий світліший. Мальки у воді мають яскраво-фіолетового полиск.

## Поширення
Східна Атлантика від Португалії до Гвінейської затоки та Анголи. Відзначений біля берегів Канар, Азор, Кабо-Верде та деяких інших островів. Також Середземне, Тірренське, Іонічне, Адріатичне та Чорне море. В Україні поширений у Чорному морі біля берегів Криму (Кара-Даг, Севастополь, Балаклава) і острова Зміїний.

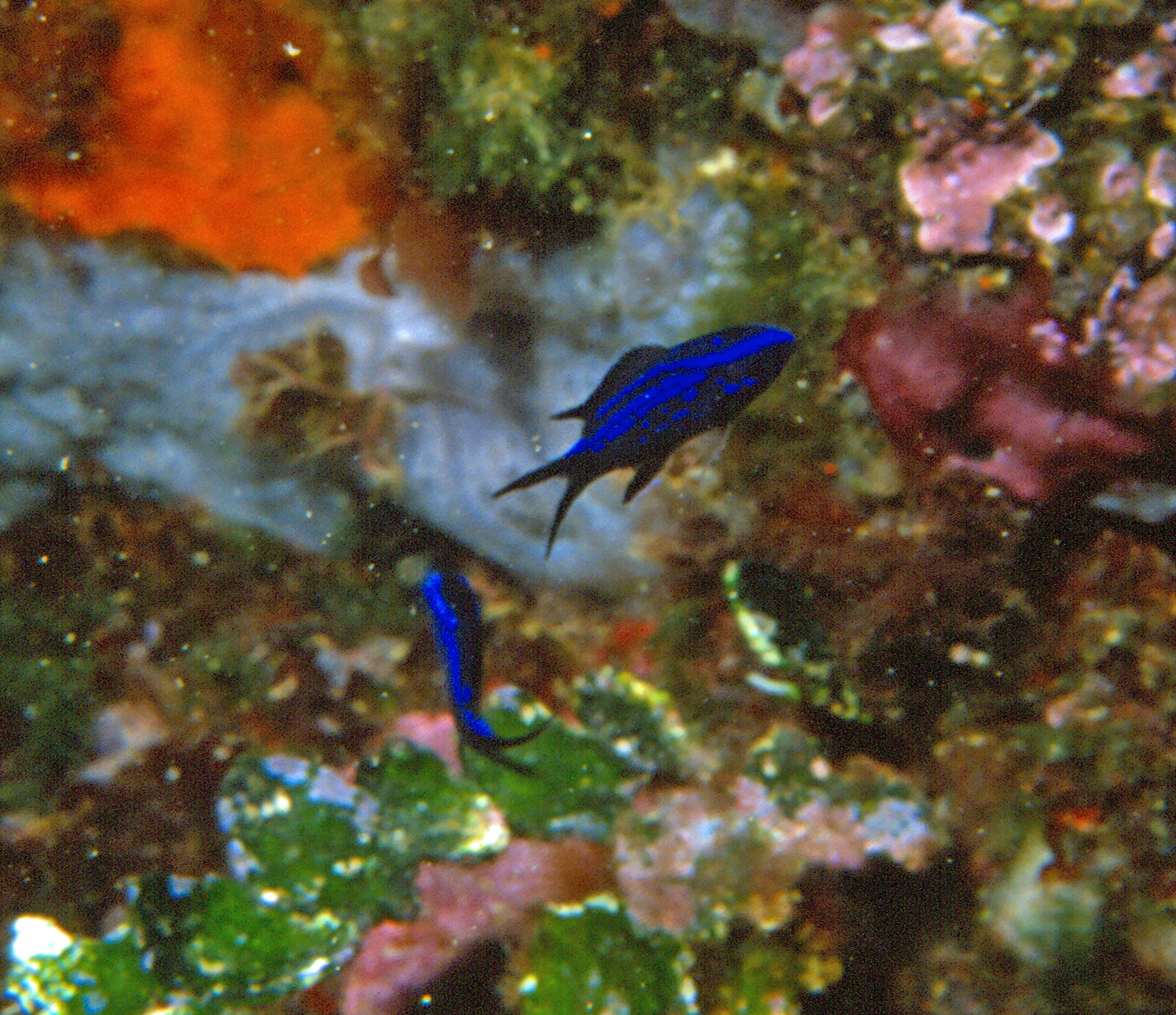
Морська ластівка

## Спосіб життя
Тримається у прибережних ділянках моря з глибиною 0,5–30 м, зграями серед оброслих рослинами каменів. Біля берегів виявляється з травня до жовтня. При пониженні температури води (до 5-6°С) гине. Плодючість досягає 1,6 −11,2 тис. ікринок. Нерест відбувається протягом травня-вересня за температури води 17-25°С. Плідники утворюють нерестові колонії на глибині 2-15 м. Перед нерестом самці займають окремі майданчики на похилій поверхні каменів, на які відкладають ікру почергово кілька самок. Самець запліднює відкладену ікру кожної самки, внаслідок чого утворюються кладки з 1-2 тис. прозорих жовтавих ікринок. Самець їх охороняє. Самці залишають нерестовище через 7 діб. Зграйки мальків все літо тримаються біля скелястих берегів. Мальки завдовжки 13-16 мм живляться планктоном, при 20-40 мм серед їх корму зростає кількість бентосних організмів, а в особин завдовжки 3-5 см у живленні переважають водорості, здебільшого діатомові. Дорослі особини споживають здебільшого мікрообростання, водорості, медуз.

## Чисельність
Трапляється зрідка. Основними причинами зміни чисельності є забруднення води, надмірний вилов. Виловлюється під час промисловолюбительського рибальства.